# 長幡部神社 (常陸太田市)

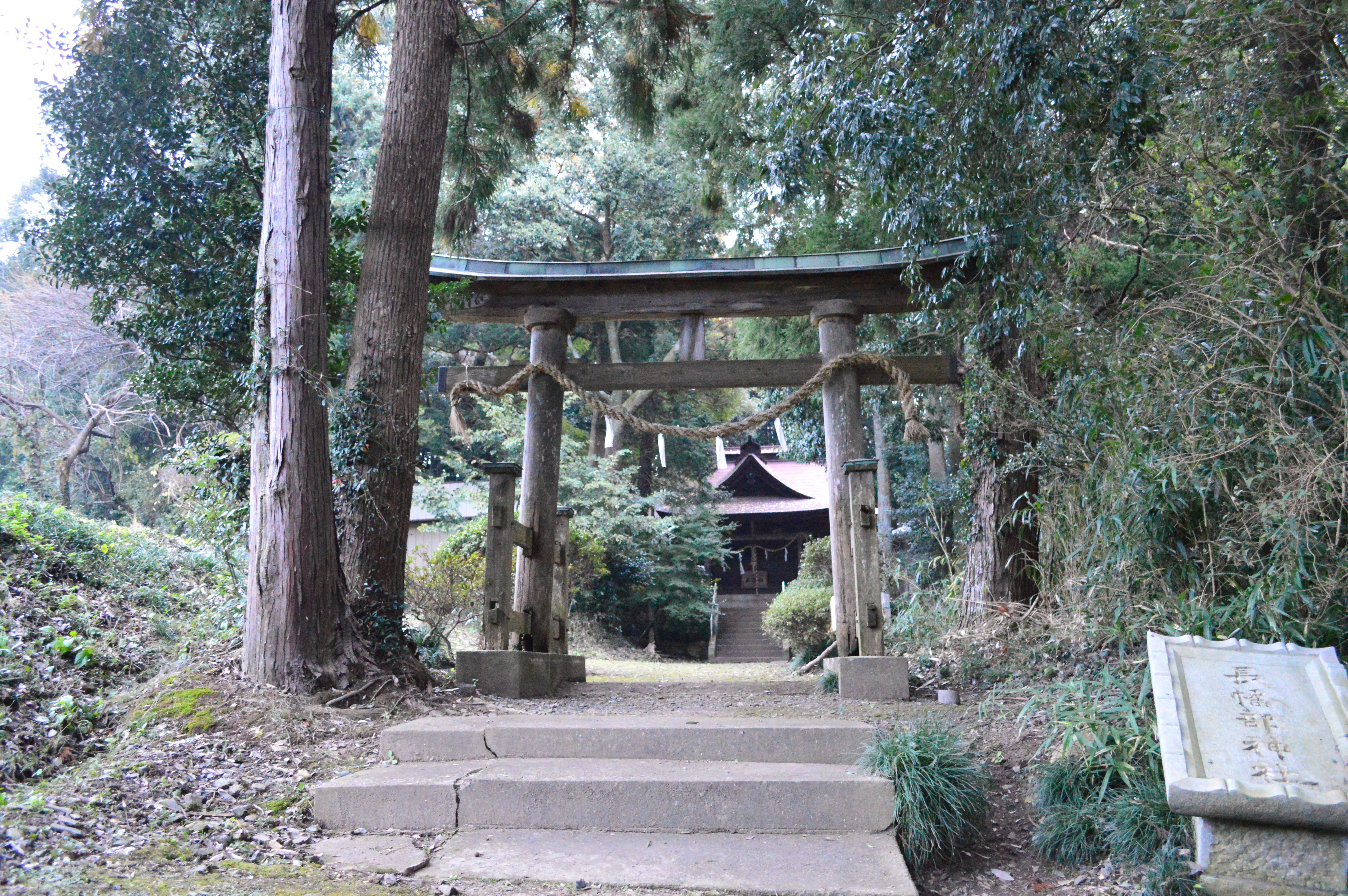
鳥居

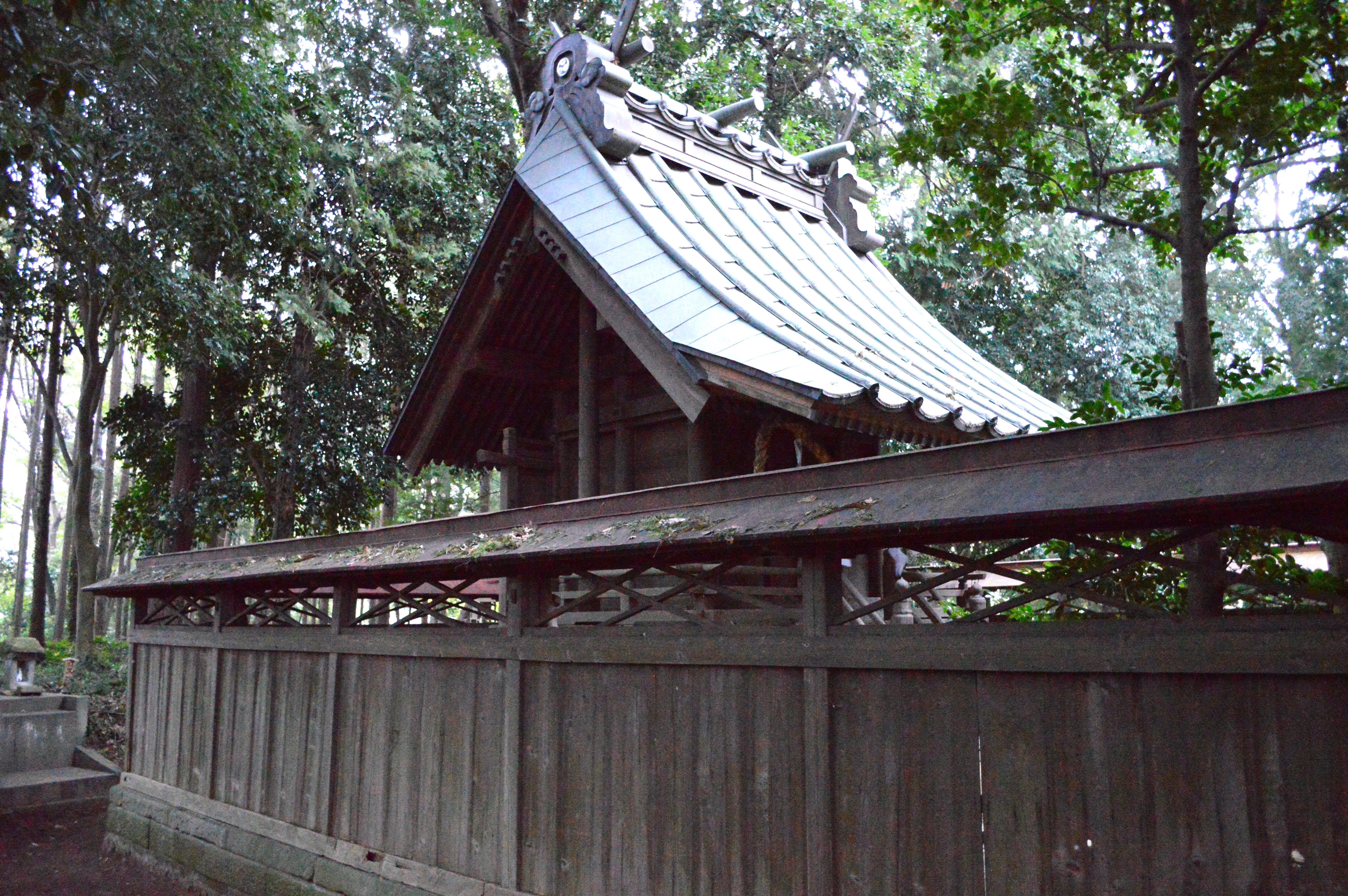
本殿

長幡部神社（ながはたべじんじゃ）は、茨城県常陸太田市にある神社。式内社で、旧社格は郷社。

## 祭神
祭神は以下の2柱で、『常陸国風土記』に記される長幡部一族の祖神である。
- 綺日女命 （かむはたひめのみこと）
- 多弖命 （たてのみこと）

## 歴史

### 長幡部について
社名にある「長幡」とは絹織物の一種・絁（あしぎぬ）を指す言葉で、「長幡部」とはそれを織る技術者集団を表す。文献上の長幡部氏には、皇別氏族と渡来系氏族が見られる。『新撰姓氏録』逸文の阿智王条では、長幡部の祖は帰化した「七姓漢人」のうち皀（こう）姓で、末裔に佐波多村主（さはたのすぐり）がいると記す。また『古事記』開化天皇段によれば、日子坐王（開化天皇第3皇子）の子・神大根王（かむおおねのきみ）が長幡部の祖とし、美濃の本巣国造と同族であるという。

### 創建
当社の創建について、『常陸国風土記』久慈郡条には「長幡部の社」に関する記事が載る。これによると、珠売美万命（すめみまのみこと）が天から降臨した際に綺日女命が従い、日向から美濃に至ったという。そして崇神天皇の御世に長幡部の遠祖・多弖命が美濃から久慈に遷り、機殿を建てて初めて織ったと伝える。
当社は古墳群（幡山古墳群）の中に位置しているが、この古墳群は当社の祭祀氏族のものと見られ、その出土品から当社ならびに祭祀氏族の性格が指摘される。

### 概史
『常陸誌料郡郷考』によれば、神階は仁寿元年（851年）に正六位上、のち10度の贈位により明応10年（1501年）に正三位に達したという。平安時代中期の『延喜式神名帳』には「常陸国久慈郡 長幡部神社」と記載され、式内社に列している。常陸国と長幡部の関係に関しては、『延喜式』主計式には常陸国の調として「長幡部7疋」の記載があるほか、『類聚国史』巻54で弘仁8年（817年）に「長幡部福良女」の名が見える。
康平年間（1058年-1065年）に源頼義が奥羽出兵の際に戎旗1旗を奉納して戦勝祈願を行い、凱旋時に鹿島・三島・神明・若宮の「四所明神」を勧請したという。この四所明神が盛大になって「長幡部神社」の社号を失い、さらにのちには「鹿島明神」と称するのみになったと伝える。
中世以降は「小幡足明神」のち「駒形神社」といった。延享年間（1744年-1748年）に至り、古老の口碑により旧号の「長幡部神社」に復した。当社は水戸藩からの崇敬も篤く、除地4石が許されていた。
明治6年（1873年）、近代社格制度において郷社に列した。

## 関係地
- 旧宮跡
当社の旧社地で、北西約700メートルに位置する。神輿が出る際は必ずここに安置するという[3]。
- 幡山古墳群
当社の鎮座する台地上にある古墳群で、10数基の古墳からなる。多くの副葬品が出土しており、常陸太田市の史跡に指定されている。当社を奉斎した氏族との関係が指摘される[4]。

## 祭事
- 元旦祭 （1月1日）[5]
- 祈年祭 （2月20日）
- 春例祭 （4月9日）
- 秋季祭 （旧暦9月29日）
- 新嘗祭 （11月30日）

## 現地情報
所在地
- 茨城県常陸太田市幡町539

周辺
- 幡山古墳群